# Мужская парикмахерская
«Мужская парикмахерская» (англ. The Barbershop) — американский документальный короткометражный фильм режиссёров Уильяма К.Л. Диксона и Уильяма Хейза.

## Сюжет
Фильм показывает молниеносное бритьё клиента мужской парикмахерской.